# Provinca La Romana
La Romana (španska izgovarjava: [la ɾoˈmana]) je provinca Dominikanske republike. Provinca je uradno postala leta 1944. Njena prestolnica, ki je tudi tretje največje mesto v državi, se prav tako imenuje La Romana.
Znotraj province se imenuje t. i. Casa de Campo, eno največjih letovišč in golf destinacij na svetu. Proga »Pasji zobje«, ki se nahaja prav na omenjenem igrišču, je znana po vsem svetu. Znan je tudi projekt »Altos de Chavón«, ki lokalne in tuje glasbenike združuje v umetniško skupnost in univerzo. 

## Občine in občinski okraji
Provinca je bila 20. junija 2006 razdeljena na naslednje občine in občinske okraje (D.M.-je):
- Guaymate
- La Romana
  - La Caleta (D.M.)
- Villa Hermosa
  - Cumayasa (D.M.)

Spodnja tabela prikazuje števila prebivalstev občin in občinskih okrajev iz popisa prebivalstva leta 2012. Mestno prebivalstvo vključuje prebivalce sedežev občin/občinskih okrajev, podeželsko prebivalstvo pa prebivalce okrožij (Secciones) in sosesk (Parajes) zunaj okrožij.
| Občina             | Skupno prebivalstvo | Mestno prebivalstvo | Podeželsko prebivalstvo |
| ------------------ | ------------------- | ------------------- | ----------------------- |
| Guaymate           | 26.133              | 5.256               | 20.877                  |
| La Romana          | 227.856             | 148.962             | 78.894                  |
| Villa Hermosa      | 76.598              | 49.999              | 26.599                  |
| Provinca La Romana | 330.587             | 204.217             | 126.370                 |

Za celoten seznam občin in občinskih okrajev države, glej Seznam občin Dominikanske republike.  